# Fantusz Zsuzsanna
Fantusz Zsuzsanna, Jávor Károlyné, Suzy Javor (Budapest, 1933. december 28. –) asztaliteniszező.
1949-től a Vasas Mávag, 1953-tól a Budapesti Vörös Meteor asztaliteniszezője volt. 1953-tól szerepelt a magyar válogatottban. Jelentős eredményeit párosban, illetve a magyar csapat tagjaként érte el. Az 1956-os magyarországi forradalom után férjével együtt külföldre távozott és Ausztráliában telepedett le. Sportpályafutását ezután is folytatta, hamarosan Ausztrália első számú női asztaliteniszezőjévé vált. 1970-ig szerepelt az ország válogatottjában. Tíz alkalommal nyert egyéniben ausztrál nemzeti bajnokságot és számos nemzetközi bajnokságon végzett az első helyen. Fia, Robbie később szintén az ausztrál asztalitenisz-válogatott tagja volt.
A külföldre távozása után Suzy Javor néven versenyző Fantusz Zsuzsanna 1986-ban – a magyar származású sportolók közül elsőként – az Ausztrál Sporthírességek Csarnoka tagja lett.

## Sporteredményei
- világbajnoki 3. helyezett:
  - 1953, Bukarest:
    - női páros (Sági Edit)
    - csapat (Almási Ágnes, Farkas Gizella, Kóczián Éva)
- világbajnoki 4. helyezett:
  - 1955, Utrecht: csapat (Almási Éva, Kóczián Éva, Sólyom Ilona)
- főiskolai világbajnok:
  - 1954, Budapest: női páros (Sági Edit)
- hatszoros magyar bajnok:
  - női páros: 1955, 1956
  - csapat: 1951, 1953–1955
- tizennyolcszoros ausztrál bajnok